# Isaiah Berlin
Isaiah Berlin, Lets: Jesaja Berlins, (Riga, 6 juni 1909 — Oxford, 5 november 1997) was een Brits liberaal filosoof, politicoloog en deed onderzoek naar ideeëngeschiedenis. Berlin geldt als een van de belangrijkste politieke filosofen van de 20e eeuw. Bij zijn oratie ter aanvaarding van het hoogleraarschap aan de Universiteit van Oxford, in 1958, introduceerde hij het concept van 'negatieve' en 'positieve' vrijheid - gepubliceerd in boekvorm als Two Concepts of Liberty.

## Leven en werk
Berlin werd geboren in een Joodse familie. Zijn vader, Mendel Berlin, was houthandelaar. Zijn jeugd bracht hij eerst in Riga door, daarna in Petrograd (het huidige Sint-Petersburg), waar hij als kind ooggetuige was van de Revolutie van 1917. De familie Berlin vluchtte in 1921 naar het Verenigd Koninkrijk  en vestigde zich in Londen. Berlin studeerde aan Corpus Christi, een van de colleges van de Universiteit van Oxford, waar hij - met uitzondering van de periode 1940-46, toen hij werkte voor de Britse buitenlandse dienst - altijd zou blijven werken en doceren. Hij werd al vroeg tot fellow van het All Souls' College verkozen. In Oxford maakte hij deel uit van een kring filosofen waartoe ook Alfred Ayer, John Austin en Stuart Hampshire behoorden.
Tijdens de Tweede Wereldoorlog deed hij onderzoek voor de Britse inlichtingendienst naar de Amerikaanse politiek en publieke opinie. Deze officiële rapporten werden onder andere door Winston Churchill gelezen. Na de oorlog bezocht hij Moskou en had daar ontmoetingen met vooraanstaande Russische literaire figuren als Boris Pasternak en Anna Achmatova. In 1956 trouwde hij met Aline Halban. Twee jaar daarna, in 1958, gaf hij in Oxford zijn beroemde lezing Two Concepts of Liberty. Isaiah Berlin overleed op 88-jarige leeftijd.

## Filosofie
Hoewel bevriend met Ayer, zette hij zich toch af tegen verscheidene ideeën van het logisch positivisme. Zo was hij wel een voorstander van het empirisme, maar niet van het sciëntisme. Zijn empirisme liet Berlin ook toe over veel meer te praten, onder andere over politiek en ethiek, dan het logisch positivisme toeliet. Men moest volgens Berlin als moraalfilosoof trouw blijven aan de morele ervaring zelf: men moest de morele fenomenen uitleggen en niet weerleggen. Op sociaal vlak omarmde Berlin de pluraliteit binnen de maatschappij als authentiek en waardevol, maar ging zeker niet zo ver om als sociaal constructivist te boek te gaan. Ook op vlak van religie was hij een Humeaans scepticus, maar geen atheïst.
Berlin zag zichzelf in de eerste plaats als politicoloog, hoewel daarbij wel moet opgemerkt worden dat hij politicologie of politieke filosofie zag als een tak van de moraalfilosofie omdat "het vertrekt van de ontdekking of toepassing van morele noties in de sfeer van politieke relaties." Berlin verstond deze stelling echter dubbel: enerzijds houdt het inderdaad in dat het gaat om het toepassen van de ethiek in de politiek, en lijkt politiek zo ondergeschikt aan de moraal, maar anderzijds stelde hij ook dat er in het politieke unieke vragen oprezen over de aard van vrijheid en ethiek. Zo staan noties als gehoorzaamheid en dwang centraal in het politieke, maar niet zozeer in de morele sfeer. Het feit dat hij zulke begrippen centraal zet, toont aan dat Berlin in de klassieke liberale traditie geplaatst moet worden. Berlin stond daarnaast ook sceptisch ten opzichte van het toepassen van abstracte logische regels en detailgerichte analyse in de politiek. Voor hem was er geen uniforme methode voor de filosofie, maar kon deze per gebied verschillen.
Berlin geloofde ook dat politieke ideeën wel degelijk een invloed konden hebben op de wereld, en haar zelfs kunnen veranderen. Zijn hele leven lang was hij dan ook een criticus van het historisch materialisme van Karl Marx die dat net ontkende. Ideeën zijn geen bijproducten, maar staan net centraal in wat het betekent mens te zijn. Hij plaatste zich daarbij dus in de traditie van de Verlichting. Toch week hij er op enkele punten sterk vanaf: 
- Hij was het niet eens met de klassieke liberale psychologische analyse: er was volgens Berlin meer aan de hand dan louter een reeks individuen die op basis van een sociaal contract en eigenbelang samenleefden. Zo'n visie had geen oog voor de typisch menselijke passies en verlangens.
- Hij zette zich ook af tegen het individualisme van de Verlichting: Berlin geloofde dat de mens een sociaal wezen van nature is en dat hij de maatschappij van nature niet opdeelt in individuen, maar in groepen en er zelf ook wil "bij horen".
- Ook was hij het niet eens met het vooruitgangsgeloof al zouden we in de toekomst een punt bereiken waarop al het goede samen in harmonie is: liberalisme gaat daarentegen, volgens Berlin, niet om universele harmonie. Het draait er dus niet om alle individuen dezelfde waarden en ideeën op te dringen, maar om de verschillende waarden net naast elkaar op een vreedzame manier te laten co-existeren.

### Vrijheid
In zijn lezing Two Concepts of Liberty (1958) maakt hij het bekende onderscheid tussen positieve en negatieve vrijheid. Positief en negatief moeten worden begrepen in de zin van het aan- of afwezig zijn van iets en het gaat hier dus niet om een normatief oordeel. Onder negatieve vrijheid verstaat Berlin het vrij zijn van externe invloeden. Men is vrij van onderdrukking of is geen slaaf van anderen. Deze vrijheid is volgens Berlin het centrale gegeven binnen het liberalisme: vrijheid gaat niet om mijn wens om door een deur te lopen, maar om de vraag of die deur open is.
Daartegenover staat het concept positieve vrijheid dat refereert aan de vrijheid om bepaalde dingen te doen in de zin van "autonomie": men stelt de wet voor zichzelf. Het is deze vrijheid die meer aansluit bij de discussie van de vrije wil en men vindt deze opvatting onder anderen terug bij Jean-Jacques Rousseau.  Deze vrijheid verbindt Berlin echter met antiliberale posities die een gevaar kunnen vormen voor het liberalisme en zelf leiden tot totalitaire visies. Voornamelijk zag Berlin een gevaar in het feit dat men op basis van dit idee van vrijheid een onderscheid kon maken tussen het rationele zelf en de onredelijke verlangens, of tussen vals en echt bewustzijn. Dat zou op zijn beurt kunnen resulteren in één groep die de ander wil domineren. Het plaatst zich in dit verband ook tegen het communisme dat hij in dit kamp plaatste.
Berlin heeft in zijn werk dan ook veel aandacht geschonken aan mogelijke gevaren voor en van de vrijheid. Hij hield zich ook bezig met het bestuderen van de klassieke tegenstanders van het liberale gedachtegoed zoals Joseph de Maistre. Deze legde vooral de nadruk op de erfzonde en slechte natuur van de mens zelf, en zag la Terreur als niets meer dan het logisch gevolg van de Franse Revolutie. Hoewel de Maistre en Berlin op de meeste punten radicaal tegenover elkaar staan, prijst Berlin hem toch als profeet van de gevaren voor en van de vrijheid. Zelf had hij dan ook oog voor de particuliere culturele bepaaldheid van mensen, en stond net als de Maistre sceptisch tegenover de idee van "de mens" op zich.
Men zou zijn eigen visie kunnen omschrijven als "liberaal nationalisme" en daarbij komt hij dicht bij bepaalde standpunten van Michael Walzer. Berlin was immers zelf ook zionist. Berlin geeft Johann Gottfried von Herder dan ook gelijk wanneer hij zegt dat het juiste leven van mensen erin bestaat in hun eigen, authentieke verschillende culturen te leven. Andere culturen imiteren is immers iets onnatuurlijks en artificieel. Het was bij Berlin hier wel niet te doen om de superioriteit van bepaalde culturen over andere aan te tonen, of om een soort teleologisch proces in de geschiedenis te zoeken - twee ideeën die hij niet accepteerde - maar om het behoud van de culturele diversiteit. Een verder belangrijk figuur dat invloed heeft gehad op Berlin was de Italiaanse filosoof Giambattista Vico.

### Moreel pluralisme
Berlin verdedigde in zijn werk ook een moreel pluralisme. Hoewel men dit vaak verwart met moreel relativisme, was Berlin geen relativist. Het was hem in de ethiek vooral om het bekritiseren van het "moreel monisme" te doen: de stelling dat alle ethische vragen één enkel juist antwoord hebben, en dat al deze antwoorden dan ook nog eens van één enkel coherent moreel systeem af te leiden zijn. Enerzijds had Berlin problemen met deze visie omdat hij het als voedingsbodem zag voor het totalitarisme van de 20e eeuw, maar hij wees er anderzijds ook op dat als men empirisch de morele conflicten van mensen gaat bestuderen, men wel moet inzien dat het hier niet om een soort morele verwarring gaat, maar om een botsing van verschillende waarden. Op dit pluralisme is veel kritiek gekomen, onder anderen van Ronald Dworkin en John N. Gray.
Dat hij zo'n hoogste allesomvattende morele waarheid ontkende, wil niet zeggen dat hij relativist of scepticus was omtrent de ethiek. Hij erkende net het bestaan van een hele reeks fundamentele morele waarden, die allemaal ook een objectiviteitsgraad hebben. De waarden zijn echter niet reduceerbaar, onverzoenbaar en steeds in conflict met elkaar. Zo erkende hij het bestaan van bepaalde waarden die men niet mag afwegen tegen anderen, zoals menselijke waardigheid en minimale vrijheid. Ook stelde hij dat menselijke communicatie en begrip maar enkel voortkomen uit gedeelde ethische waarden, en niet van een gedeelde wereld. Dit laat echter de vraag open of Berlin hiermee wilde betogen dat er wel degelijk een universele menselijke opvatting van ethiek is, maar dat deze maar tot een bepaald niveau gaat, en dat men daarboven in moreel pluralisme vervalt.
Deze variëteit van morele normen bleef ook niet beperkt tot louter de menselijke individuen, maar kon men ook terugvinden in het vergelijken van verschillende culturen of periodes van de geschiedenis. Zo is er volgens Berlin sprake van een geheel andere morele code als men de heidense oudheid en het christendom vergelijkt.

## In Nederlandse vertaling
- Berlin, Isaiah, Elise Marijns (vert.) (1968). Karl Marx - zijn leven en werk. De Arbeiderspers ('Kleine Floret'), Amsterdam. OCLC 64272270; 2e geheel herziene druk 1980 ('Synopsis'), ISBN 90 295 01 86 3
- Russische denkers, vert. Elise Marijns, 1981. ISBN 9789029501743
- Het kromme hout waaruit de mens gemaakt is. Episoden uit de ideeëngeschiedenis, red. Henry Hardy, vert. Babet Mossel, 1994. ISBN 9789039106082
- Twee opvattingen van vrijheid, vert. Tine Ausma, inl. Hans Blokland, 1996. ISBN 9789053522479
- De egel en de vos. Een essay over Tolstojs geschiedfilosofie, vert. Thomas Heij, red. Henry Hardy, 2020. ISBN 9789492538697